# Diego Oliveira
Diego Oliveira (født 22. juni 1990) er en brasiliansk fodboldspiller.